# 백제어
백제어(百濟語)는 백제에서 쓰인 언어를 지칭하며 고구려어와 마한의 영향을 받았다.
그러나 자료가 부족해서 비교언어학과 한자음 재구만으로 인명, 지명, 관직, 연호등에 전해지는 백제어를 추출하고 있다.
4세기 이후의 기록에는 고구려는 백제와 언어가 같다는 기록이 있어 고구려어와 비교된다. 일부 학계에 의하면 백제어는 부여어 계통의 상층언어와 삼한어라는 기층언어가 존재하는 양층 언어 국가였다고 주장하나 그 증거는 부족하여 널리 받아들여지지 않으며 삼한어와 같았다는 주장도 있다. 삼국사기 지리지에 고구려 지명과 6~7세기 백제 지명에서는 한국어 계통 숫자와 일본어 계통 숫자가 둘 다 확인된다.

## 백제어 수록 자료
- 삼국지 위지 백제전

## 같이 보기
- 고대 한국어
- 고구려어